# Kline (dessinateur)
Pour les articles homonymes, voir Kline.
Kline, pseudonyme de Roger Chevallier, né le 3 juin 1921 à Tressaint (Côtes-du-Nord) et décédé le 15 mai 2013 à Paris 14e,, était un illustrateur et un dessinateur de bande dessinée français.

## Biographie
Né dans les Côtes-du-Nord, il envisage de devenir architecte et suit la formation des Beaux-Arts de Rouen. Puis, très rapidement, il s’oriente vers l’atelier de peinture et réalise deux expositions de ses travaux.
Sous l’occupation allemande, il rejoint Paris :« N’étant pas en règle, j’ai pensé que dans une grande ville, je passerai plus facilement inaperçu ». Il y commence sa carrière professionnelle de dessinateur.
De 1945 à 1947, il publie divers courts récits de sept à huit planches et une série à suivre, à raison de deux planches par semaine pour un total de 139 planches, Kaza le Martien dans l’hebdomadaire OK.  Grâce à ce journal, il rencontre d’autres dessinateurs et notamment Albert Uderzo.
De 1948 à 1956, ils travaillent, à la fois, pour les publications Marijac (Coq Hardi, Mireille et Pierrot) et le magazine Fillette de la Société parisienne d'édition (SPE). Durant cette période, il côtoie de nombreux dessinateurs : Dut, Marin, Pierre Le Guen, Noël Gloesner, Calvo et Christian Mathelot. Sa collaboration avec les publications Marijac cesse en 1957 tandis qu’il continue à travailler à la SPE jusqu’en 1961. 
En 1960, sa carrière connaît un tournant lorsqu’il entre aux éditions Vaillant et reprend le personnage de Davy Crockett sur des scénarios de Jean Ollivier. Jusqu’en 1969, il dessine, généralement en douze planches, un peu moins de soixante histoires parues dans Vaillant puis dans Vaillant le journal de Pif. Deux albums cartonnés sont édités.
En 1969, avec le passage à la formule Pif Gadget, Kline et Jean Ollivier lancent un nouveau personnage : Loup Noir. De 1969 à 1980, plus de 160 récits de sept à douze planches sont publiées pour seulement deux albums cartonnés.
Aux éditions Vaillant, il sympathise avec de nombreux auteurs : Marcello, Cézard, Lucien Nortier, Yannick, Cance, Forton, Tabary, Mas, Coelho, Motti…
De 1981 à 1995, il dessine plusieurs courts récits au thème historique puis abandonne définitivement la bande dessinée en 1995.

## Principales séries
- Davy Crockett
- Kaza le Martien
- Loup Noir

## Publications
- Colonel X, scénario de Marijac, (éditions Taupinambour)
  1. Colonel X aventure au Tibet (2011)
- Davy Crockett, scénario de Jean Ollivier, collection "Images et aventures", (Éditions Vaillant)
  1.  Davy Crockett contre les hommes loutres (1963)
  2. Davy Crockett sur la piste brûlée T.2 (1964)
- 2000 ans d'histoire, scénario de J. Pénichon et Jean Pasquelin, (éditions I.D.Program, Caisse régionale du Crédit agricole mutuel du Gard)
  1.  2000 ans d'histoire du Gard (1981)
- Dinan à travers les âges (éditions I.D.P., Jeune Chambre économique de Dinan et Pays de Rance), 1986)
- L'introuvable, scénario de Marijac, (éditions Ribedit)
  1. Roland prince des bois (1984)
- Loup Noir, scénario de Jean Ollivier, couleurs Sylvie Bonino, (Pif Editions)
  1. Le rendez-vous de Shorty (2005)
- Loup Noir, scénario de Jean Ollivier, (éditions Taupinambour)
  1. La prairie des Comanches (2012)
  2. Le crin rouge des Crows (2012)
  3. Le père des Bisons (2008)
  4. L'alliance des loups (2008)
  5. Le chant funèbre (2010)
  6. Les quatre épreuves (2011)
- Magda, (éditions SPE)
  1. Magda et les espions (1959)
  2. Magda détective (1959)
- Mondial aventures, d'après Alexandre Dumas, (Société parisienne d'édition)
  1.  La jeunesse de Robin des Bois (1957)
- Stany Beule Dans La Lune, (éditions Apex), 1993)